# Dampierre-lès-Conflans
Pour les articles homonymes, voir Dampierre.
Dampierre-lès-Conflans est une commune française située dans le département de la Haute-Saône, la région culturelle et historique de Franche-Comté et la région administrative Bourgogne-Franche-Comté.

## Géographie
Dampierre-lès-Conflans est une commune rurale située sur une colline dominant les vallées de la Semouse et du Planey, au sud-ouest de Saint-Loup-sur-Semouse dont elle est éloignée de 11 km environ par la route (D10).
| Melincourt                                  | Jasney                 |                       |
| Anchenoncourt-et-Chazel Saint-Rémy-en-Comté | Dampierre-lès-Conflans | Plainemont            |
| Bourguignon-lès-Conflans                    | Bassigney              | Conflans-sur-Lanterne |

### Climat
Pour des articles plus généraux, voir Climat de la Bourgogne-Franche-Comté et Climat de la Haute-Saône.
En 2010, le climat de la commune est de type climat des marges montargnardes, selon une étude du Centre national de la recherche scientifique s'appuyant sur une série de données couvrant la période 1971-2000. En 2020, Météo-France publie une typologie des climats de la France métropolitaine dans laquelle la commune est exposée à un climat semi-continental et est dans la région climatique  Lorraine, plateau de Langres, Morvan, caractérisée par un hiver rude (1,5 °C), des vents modérés et des brouillards fréquents en automne et hiver. 
Pour la période 1971-2000, la température annuelle moyenne est de 10,1 °C, avec une amplitude thermique annuelle de 17,3 °C. Le cumul annuel moyen de précipitations est de 943 mm, avec 13,2 jours de précipitations en janvier et 9,7 jours en juillet. Pour la période 1991-2020, la température moyenne annuelle observée sur la station météorologique de Météo-France la plus proche, « Aillevillers », sur la commune d'Aillevillers-et-Lyaumont à 14 km à vol d'oiseau, est de 10,6 °C et le cumul annuel moyen de précipitations est de 1 175,0 mm. 
La température maximale relevée sur cette station est de 40,6 °C, atteinte le 25 juillet 2019 ; la température minimale est de −23,5 °C, atteinte le 6 janvier 1985,,. 
Les paramètres climatiques de la commune ont été estimés pour le milieu du siècle (2041-2070) selon différents scénarios d'émission de gaz à effet de serre à partir des nouvelles projections climatiques de référence DRIAS-2020. Ils sont consultables sur un site dédié publié par Météo-France en novembre 2022.

## Urbanisme

### Typologie
Au 1er janvier 2024, Dampierre-lès-Conflans est catégorisée commune rurale à habitat dispersé, selon la nouvelle grille communale de densité à sept niveaux définie par l'Insee en 2022.
Elle est située hors unité urbaine. Par ailleurs la commune fait partie de l'aire d'attraction de Saint-Loup-sur-Semouse, dont elle est une commune de la couronne,. Cette aire, qui regroupe 10 communes, est catégorisée dans les aires de moins de 50 000 habitants,.

### Occupation des sols
L'occupation des sols de la commune, telle qu'elle ressort de la base de données européenne d’occupation biophysique des sols Corine Land Cover (CLC), est marquée par l'importance des territoires agricoles (54,8 % en 2018), en diminution par rapport à 1990 (58,6 %). La répartition détaillée en 2018 est la suivante : 
forêts (41,4 %), prairies (26,9 %), terres arables (19,9 %), zones agricoles hétérogènes (7,9 %), zones urbanisées (3,9 %). L'évolution de l’occupation des sols de la commune et de ses infrastructures peut être observée sur les différentes représentations cartographiques du territoire : la carte de Cassini (XVIIIe siècle), la carte d'état-major (1820-1866) et les cartes ou photos aériennes de l'IGN pour la période actuelle (1950 à aujourd'hui).

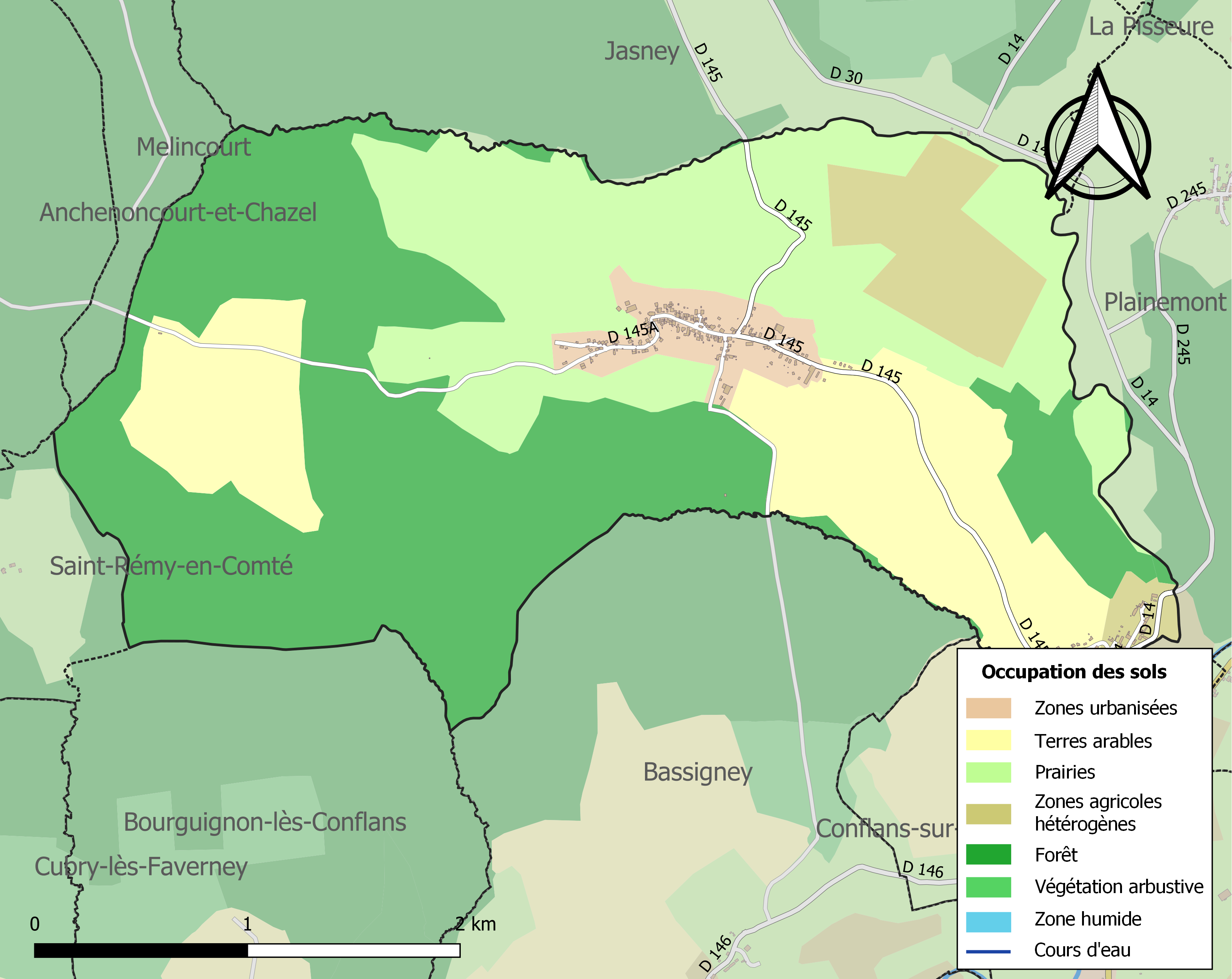
Carte des infrastructures et de l'occupation des sols de la commune en 2018 (CLC).

## Politique et administration

### Rattachements administratifs et électoraux
La commune fait partie de l'arrondissement de Vesoul du département de la Haute-Saône, en région Bourgogne-Franche-Comté. Pour l'élection des députés, elle dépend de la première circonscription de la Haute-Saône.
Dampierre-lès-Conflans faisait partie depuis 1801 du canton de Vauvillers. Dans le cadre du redécoupage cantonal de 2014 en France, la commune est rattachée au canton de Port-sur-Saône.

### Intercommunalité
Dampierre-lès-Conflans était membre de la communauté de communes des belles sources, créée le 31 décembre 2001.
Dans le cadre du schéma départemental de coopération intercommunale approuvé en décembre 2011 par le préfet de Haute-Saône, et qui prévoit notamment la fusion de cette intercommunalité, de la communauté de communes Saône et Coney et de la communauté de communes du val de Semouse, la commune est membre depuis le 1er janvier 2014 de la communauté de communes de la Haute Comté.

### Liste des maires

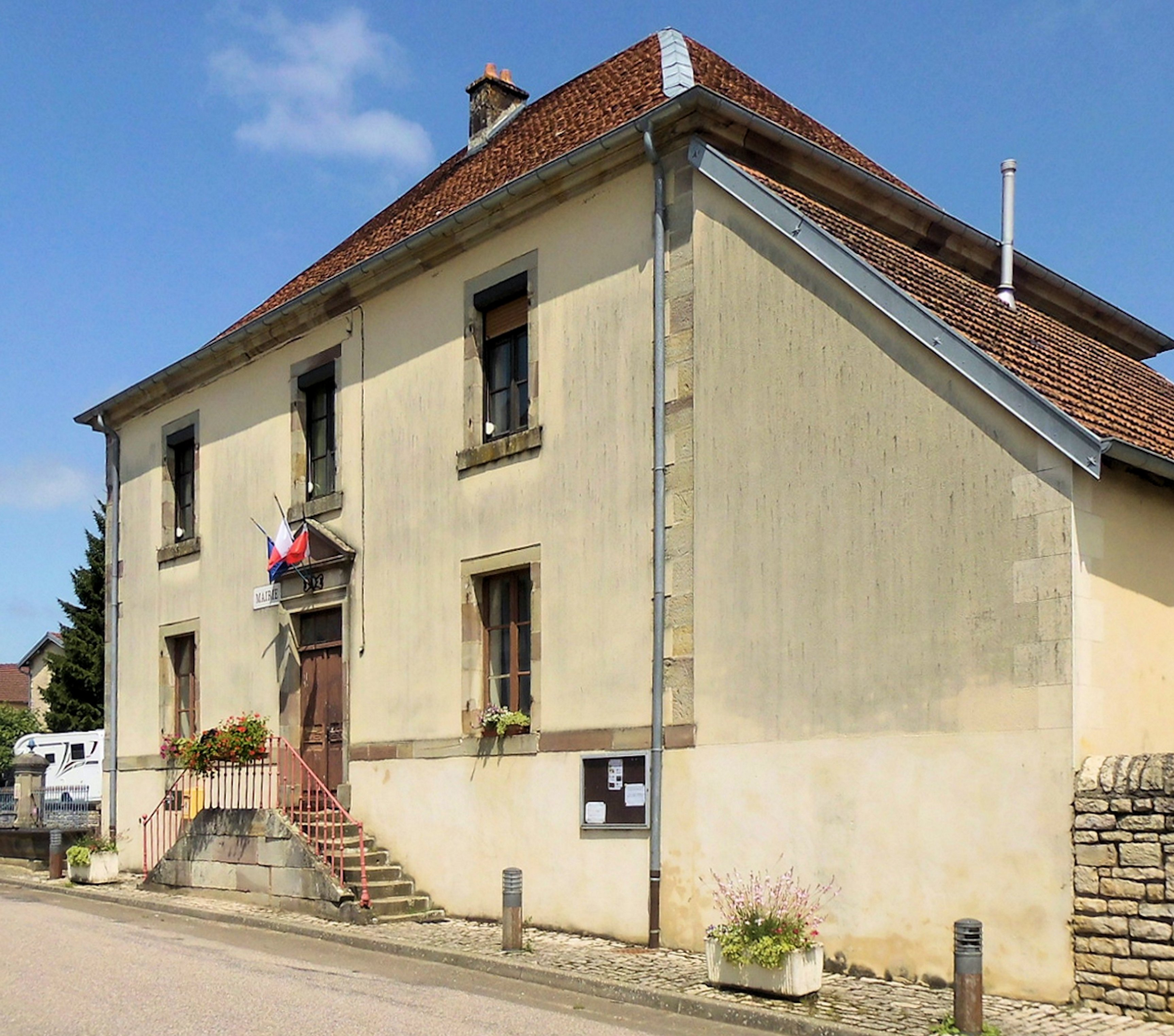
La mairie.

| Période                                  | Période                   | Identité         | Étiquette | Qualité                                           |
| ---------------------------------------- | ------------------------- | ---------------- | --------- | ------------------------------------------------- |
| Les données manquantes sont à compléter. |                           |                  |           |                                                   |
| 1945                                     | 1959                      | Paul Perny       |           |                                                   |
| 1959                                     | 1983                      | Louis Vagnet     |           |                                                   |
| 1983                                     | 1994                      | Denis Grangier   |           |                                                   |
| 1994                                     | mars 2014                 | Jean-Louis Mouge |           | Président de la CC des belles sources ( ? → 2013) |
| mars 2014                                | mai 2020                  | Jean-Paul Marie  |           |                                                   |
| mai 2020                                 | En cours (au 5 juin 2020) | Ghislain Jacquey |           |                                                   |

## Démographie
En 2022, la commune de Dampierre-lès-Conflans comptait 258 habitants. À partir du XXIe siècle, les recensements réels des communes de moins de 10 000 habitants ont lieu tous les cinq ans. Les autres « recensements » sont des estimations.
| 1793 | 1800 | 1806 | 1821 | 1831 | 1836 | 1841 | 1846 | 1851 |
| ---- | ---- | ---- | ---- | ---- | ---- | ---- | ---- | ---- |
| 520  | 471  | 523  | 651  | 608  | 675  | 687  | 711  | 700  |

| 1856 | 1861 | 1866 | 1872 | 1876 | 1881 | 1886 | 1891 | 1896 |
| ---- | ---- | ---- | ---- | ---- | ---- | ---- | ---- | ---- |
| 686  | 709  | 740  | 807  | 793  | 787  | 740  | 647  | 637  |

| 1901 | 1906 | 1911 | 1921 | 1926 | 1931 | 1936 | 1946 | 1954 |
| ---- | ---- | ---- | ---- | ---- | ---- | ---- | ---- | ---- |
| 608  | 635  | 598  | 455  | 420  | 398  | 369  | 325  | 290  |

| 1962 | 1968 | 1975 | 1982 | 1990 | 1999 | 2006 | 2007 | 2012 |
| ---- | ---- | ---- | ---- | ---- | ---- | ---- | ---- | ---- |
| 225  | 234  | 223  | 205  | 252  | 268  | 264  | 263  | 268  |

| 2017 | 2022 | - | - | - | - | - | - | - |
| ---- | ---- | - | - | - | - | - | - | - |
| 260  | 258  | - | - | - | - | - | - | - |

## Culture locale et patrimoine

### Lieux et monuments

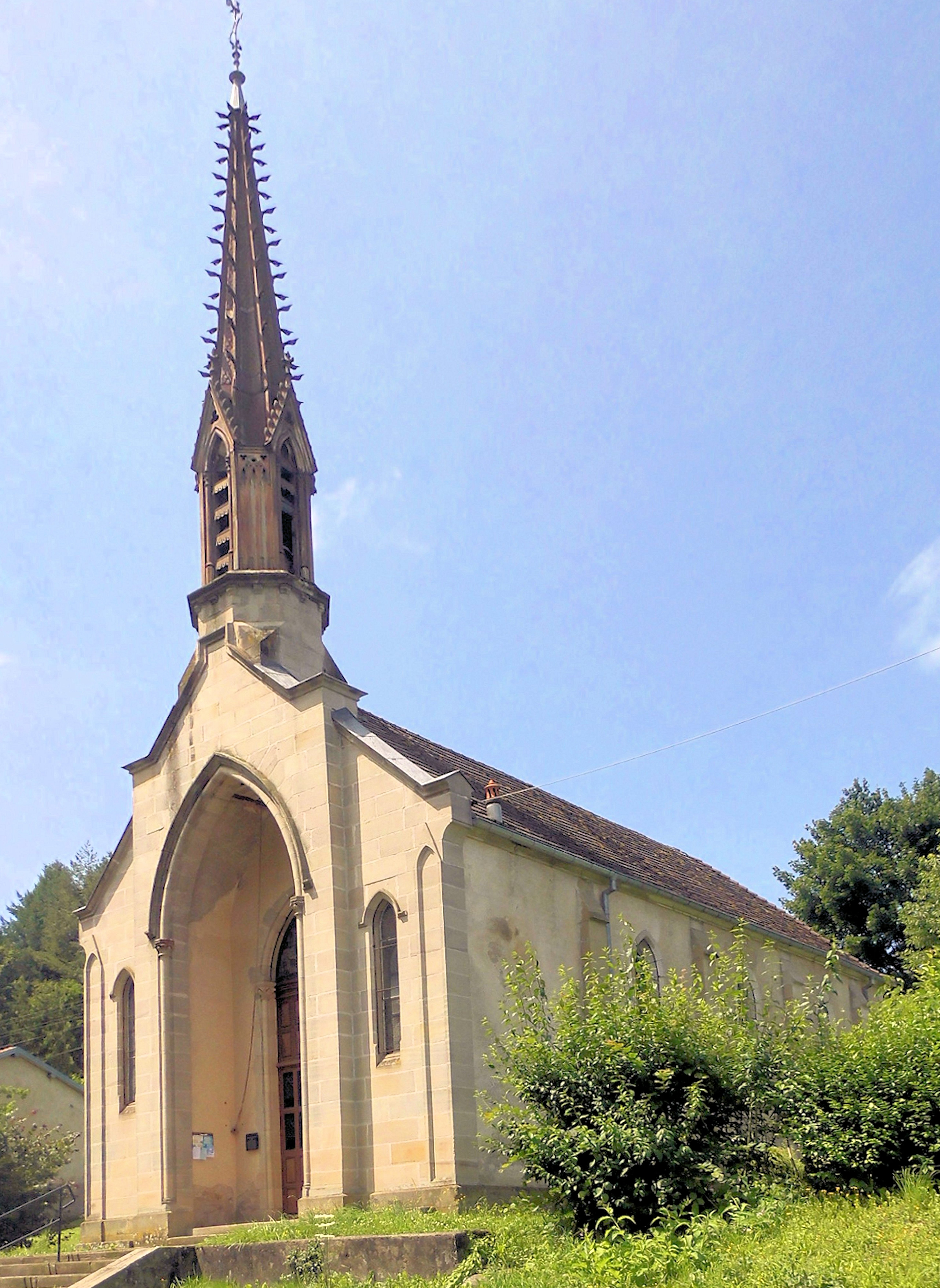
La chapelle Saint-Éloi.

- Les anciennes forges de Varigney (fabrique de fourneaux).

### Personnalités liées à la commune
- Albert Ricot, maître de forges et homme politique mort à Dampierre-lès-Conflans.